# Heteropogon arizonensis
Heteropogon arizonensis là một loài ruồi trong họ Asilidae. Heteropogon arizonensis được Wilcox miêu tả năm 1941. Loài này phân bố ở vùng Tân Bắc giới.